# Le Carlaret

Le Carlaret este o comună în departamentul Ariège din sudul Franței. În 1 ianuarie 2022 avea o populație de 286 de locuitori.